# Cagn
Cagn is de schepper-god van de Bosjesmannen in zuidelijk Afrika. Hij is een schitterend tovenaar, wiens magische kracht zich in een van zijn tanden bevindt. Op zijn bevel kwam de hele schepping tot stand. De vogels worden voorgesteld als zijn boden. 
Hij stierf gedurende zijn leven meerdere keren, maar verrees telkens weer. Hij werd bijvoorbeeld verslonden door een monster, dat hem vervolgens weer uitbraakte. Ook werd hij door een wilde stam gedood, waarna zijn lijk door mieren werd opgegeten. Zijn beenderen voegden zich echter weer samen en hij kwam weer tot leven. Al deze wederopstandingen worden bij initiatieceremoniën nagespeeld, waarbij Cagns dood en wederopstanding de overgang van een kind naar een man wordt gesymboliseerd. De Bosjesmannen zien Cagn ook als een trickster, een goddelijke bedrieger die via allerlei trucks zijn doel bereikt.